# Steinkreise von Eslie
Die Steinkreise von Eslie (auch Esslie) in Aberdeenshire sind eng benachbarte Recumbent Stone Circles (RSC) südlich bzw. südöstlich von Eslie und Banchory in Aberdeenshire in Schottland.

## Eslie the Greater oder Eslie South
Der größere liegt etwa 700 Meter nordwestlich von Garrol Wood. (Lage) Er ist einiger seiner Kreissteine beraubt – nur fünf sind erhalten – und auch die Seitensteine des „Liegenden“ sind abgeschlagen. Der Ring Cairn im Zentrum ist gut erhalten und mit dem Liegestein verbunden. Die Ränder im Norden und Osten sind durch spätere Dämme beschädigt, die wahrscheinlich mit Steinen aus dem Kreis erbaut wurden.

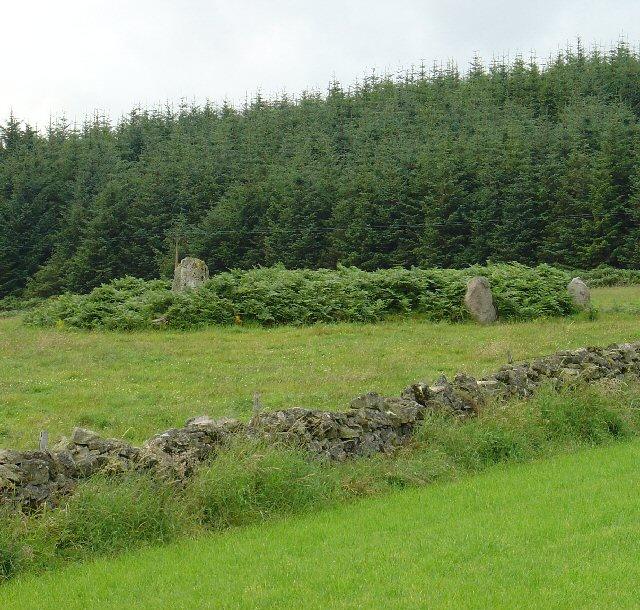
Eslie the Lesser

## Eslie the Lesser oder Eslie North
Der kleinere, Eslie the Lesser, liegt etwa 900 Meter nördlich von Garrol Wood und ist stark beschädigt. (Lage) Hier sind lediglich fünf niedrige Kreissteine, ein kleiner Liegestein im Süden und Spuren eines internen Ring Cairns erhalten. 

## Die Steinkreise am River Dee
Die Steinkreise von Deeside bilden eine Gruppe von Recumbent Stone Circle (RSC). Ungefähr 100 von ihnen wurden zwischen 2500 und 1500 v. Chr. in Aberdeenshire errichtet. Die Ensembles der „ruhenden Steine“ liegen in der Regel im Südosten und (normalerweise) auf dem Ringverlauf.